# エロゲネタ&業界板
エロゲネタ＆業界板（-ぎょうかいいた）とは、匿名掲示板2ちゃんねるの外郭掲示板であるPINKちゃんねるに属する掲示板の一つ。
通称葱板（ねぎいた）と呼ばれる。主にアダルトゲームに関する(Leaf,key掲示板の取り扱う範囲を除く)ネタ・企画的要素の強い話題や業界関係の話題を扱う。

## 歴史
- 2001年3月4日 - 批判要望板に設置を申請するスレッド[1]が建てられる。
- 2001年3月6日 - www.bbspink.comサーバーにエロゲ板から分割設置（当初はBBSTALBEの板名が「←↑ネタ業界」となっていた）
- 2001年6月18日 - www2.bbspink.comサーバーに移転
- 2004年4月12日 - pie.bbspink.comサーバーに移転
- 2008年1月28日 - set.bbspink.comサーバーに移転[2]
- 2011年3月23日 - pele.bbspink.comサーバーに移転[3]
- 2015年2月2日 - nasu.bbspink.comサーバーに移転

## 利用者
- アダルトゲームをキーワードとする各種の話題を主目的とするため、アダルトゲームに関係する様々な事柄を知っている成人年齢以上の利用者がほぼ多数を占める。

## 名物・長寿スレッド
- 定点観測スレ - 「エロゲ板・ネタ業界板・作品別板 定点観測　第xx章」（xxは番号） 葱板・エロゲ板・作品別板のスレッド状況を毎日伝えている[4]。
- ベスト（ワースト）エロゲースレ - 1年間に発売されたエロゲーを様々な要素で評価しランキングするスレッド。毎年12月に準備が開始され、翌年1月中旬に前年度ベストを決める投票が開催される。投票期間は1週間。
- 部屋スレ - 「おいお前らのエロゲ部屋晒してくださいよxx部屋目」（xxは番号）自分の部屋の内部を写し、その状況を話題にして楽しむスレッド。特にバレンタインデーとクリスマスにおいて、ゲームキャラクターとイベントを楽しむ同士で活況を呈する。
- 悲惨スレ - 「エロゲに関する悲惨な経験　そのxxx」（xxxは番号） 2001年5月6日より続く長寿スレ。板住人のエロゲーに纏わる悲惨な経験をネタにして楽しむスレッド。
- フラグスレ - 「現実で立ったフラグを追いかけるスレ　SaveDataxx」（xxxは番号） 2001年11月17日より続く長寿スレ。板住人が遭遇した出来事をフラグと呼ばれるイベントに例えて疑似体験するスレッド。
- 萌えバナスレ - かつてこの板にあった名物スレ。板住人と身近な人物との交流を伝えるエピソードを萌えバナと呼び、心温まるエピソードに共感したその他の住人と交流するスレッドだったが、板趣旨との乖離を指摘され途絶えた。

### クソゲーオブザイヤースレ
2008年より開始。その年の最もクソだったエロゲーを決めるスレッド。
他の3部門（据置機・携帯機・乙女ゲー）と違い、エロゲーのプレイヤー人口の圧倒的な小ささや、クソゲーに到底相当しないゲームを的外れな選評で押し通す「ゲハのお客様」と呼ばれる層が少ないことから、選評さえ書けば無条件に総評によって選定される資格を得るエントリー制が採用されている。
コンシューマーゲームでは考えられないほどのアダルトゲームの平均的な完成度の低さから、一般にクソゲーオブザイヤーの据置機部門の大賞クラスがエントリー作品のレベルだとされる。
荒らしの出現により、2014年以降はしたらば掲示板上に設けられた避難所で行われるようになり、本スレは2015年を最後に事実上運用停止されている。2023年には据置機部門の廃止により、唯一存続している部門となった。

## ローカルルール
- PINKちゃんねるのルールに従うこと。
- スレッドを作成する場合は、エロゲー板・エロゲー作品別板・Leaf,key掲示板で語るべき話題かどうか考慮すること。